# Charles Athanase Walckenaer
Pour les articles homonymes, voir Walckenaer et Famille Walckenaer.
Charles Athanase, baron Walckenaer, né le 25 décembre 1771 à Paris où il est mort le 26 avril 1852, est un naturaliste et préfet français. Il est fait baron en 1823.

## Biographie
Le baron Charles-Athanase Walckenaer est le fils naturel de Charles-Nicolas Duclos du Fresnoy, notaire royal à Paris, rue Vivienne, et d’Anne Pajot de Villeperrot, fille de Pierre-Maximilien Pajot, seigneur de Villeperrot, maréchal de camp.

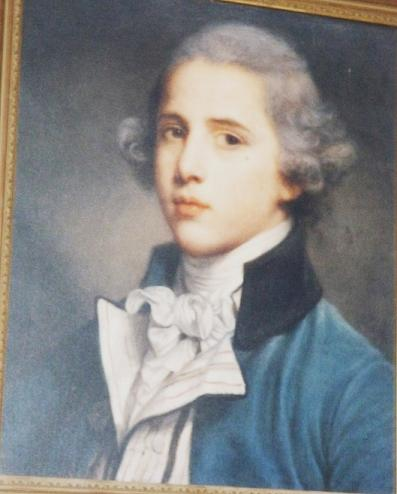
Charles Athanase Walckenaer par Jean-Baptiste Greuze.

Son père est mécène de Jean-Baptiste Greuze. Par son mariage avec Joséphine Marcotte de Pyn, Charles-Athanase Walckenaer intègre le réseau familial artistique constitué de ses beaux-frères Charles Marcotte d'Argenteuil et Philippe Marcotte de Quivières, Cécile Bochet, Henry Panckoucke, Jean-Louis Lacroix, Delphine Ramel, Jean-Auguste-Dominique Ingres qui réalise son portrait à la mine de plomb ainsi que celui de son épouse, Alexandre Legentil, Jacques-Raoul Tournouër, Augustin Marcotte de Quivières, Hubert Rohault de Fleury, etc.
Il fait ses études aux universités d'Oxford et de Glasgow. Officier du génie dans l'armée des Pyrénées-Orientales, il est accusé, en 1793, d'être un modéré , ce qui l'oblige à se cacher à Paris dans le Marais pendant la Terreur tout en suivant les cours de l'École des ponts et chaussées ainsi qu'à l'École polytechnique (promotion X1794), mais, doté d'une importante fortune, il préfère se consacrer à l'histoire naturelle. Il se spécialise dans l'étude des Arthropodes terrestres et nomme de nombreuses espèces.
Il se consacre particulièrement à l'entomologie mais aussi à l'ethnographie ainsi qu'à l'histoire de la géographie. Il est également l'auteur de romans. Il est élu membre de l'Institut de France en 1813.
En 1814, durant la Restauration, il devient maire du Ve arrondissement de Paris puis entame une carrière politique. Walckenaer est fait baron en 1823. Il devient ainsi secrétaire général de la Préfecture, préfet de la Nièvre en 1826, de l'Aisne en 1828. Il est révoqué en 1830 ce qui l'incite à abandonner toute ambition dans ce domaine et à se consacrer tout entier à ses études.
Il participe, en 1832, à la fondation de la Société entomologique de France, et devient, en 1840, secrétaire perpétuel de l'Académie des inscriptions et belles-lettres. La même année, il devient conservateur au département des cartes de la Bibliothèque royale de Paris.
Walckenaer introduit le style biographique suivant le modèle anglais dans la littérature française avec son Histoire de la vie et des ouvrages de la Fontaine (1820, quatrième édition en 1858), son Histoire de la vie et des poésies d'Horace (1840, réédité en 1858) et ses Mémoires touchent la vie et les écrits de Mme de Sévigné (six volumes, 1842-1865). Son édition des œuvres de La Bruyère, qu'il publie en 1845, lui permet de revenir au texte d'origine. Il est l'un des huit membres fondateurs de la Société des bibliophiles français en 1820.
En géographie, il fait paraître Le Monde maritime (quatre volumes, 1818), Histoire générale des voyages (vingt-et-un volumes, 1826-1831) et Géographie ancienne, historique et comparée des Gaules (trois volumes, 1839, réédité en 1862). En entomologie, il fait paraître, parmi de nombreuses autres publications, une Histoire naturelle des insectes (quatre volumes, 1836-1847) avec Paul Gervais (1816-1879).
Le baron Walckenaer est inhumé au cimetière du Père-Lachaise (20e division).

## Œuvres
- 1798 - Étude anthropologique : Essai sur l'histoire de l'espèce humaine, du Pont, Paris. 1798.
- 1799 - Roman : L'île de Wight, ou Charles et Angélica. - éd.Denné. 1799.
- 1802 - Étude scientifique -(Entomologie) : Faune parisienne, insectes, ou Histoire abrégée des insectes de Paris classés d'après le système de Fabricius. - Précédée d'un discours sur les insectes en général, poursuivi d'introduction à l'étude de l'entomologie et accompagnée de 7 planches gravées. - éd. Dentu. Paris.1802.
- 1803 - Roman : Histoire d'Eugénie racontée par une ex-religieuse du couvent de .... Dentu, Paris, 1803.
- 1816 - Cosmologie, Chez Deterville ( Paris ), 1816, texte disponible en ligne sur Lillonum
- 1823 - Histoire littéraire : Histoire de la vie et des ouvrages de J. de La Fontaine. (2 vol.)- éd. A. Nepveu. Paris. 1823.
- 1828 - Histoire des Voyages : Histoire des Voyages ou Nouvelle Collection des relations de Voyage par mer et par terre. (21 vol.)- éd.Lefèvre. Paris. 1828.
- 1829 - Histoire-Géographie : Le Monde Maritime, ou Tableau géographique et historique de l'Archipel d'Orient, de la Polynésie et de l'Australie. éd. Nepveu. Paris. 1829.
- 1830 - Vies de plusieurs personnages célèbres des temps anciens et modernes, Paris 1830.
- 1837 - Étude scientifique - (Entomologie) : Histoire Naturelle des Insectes -APTÈRES- . Librairie encyclopédique de Roret. Paris. 1837.
  - Tome 1, Roret (Paris), 1837, texte disponible en ligne sur LillOnum
  - Tome 2, Roret (Paris), 1837, texte disponible en ligne sur LillOnum
  - Tome 3, Roret (Paris), 1844, texte disponible en ligne sur LillOnum
  - Tome 4, Roret (Paris), 1847, texte disponible en ligne sur LillOnum
  - Atlas (24p, 52 feuilles de planche) , Roret (Paris), 1847, texte disponible en ligne sur LillOnum
- 1839 - Histoire-Géographie : Atlas de la Géographie ancienne, historique et comparée des Gaules Cisalpine et Transalpine. - éd. Dufaut. Paris. 1839.
- 1840 - Histoire littéraire : Histoire de la Vie et des Poésies d'Horace- . Librairie L. Michaud. 1840.
- 1848 - Biographie (science) : Notice Historique sur la Vie de M. Colebrooke- Firmin Didot. Paris. 1848.
- 1857 - Histoire littéraire : Mémoires touchant la vie et les écrits de Marie de Rabutin-Chantal, dame de Bourbilly, marquise de Sévigné. - éd.Didot, père et fils. Paris. 1857. 
  - Tome 1 - Durant la Régence et la Fronde.
  - Tome 2 - Durant le Ministère du cardinal Mazarin et la jeunesse de Louis XIV.
  - Tome 3 - Durant les premières conquêtes de Louis XIV.
  - Tome 4 - Durant la guerre de Louis XI contre la Hollande.
  - Tome 5 - Durant la seconde conquête de la Franche-Comté par Louis XIV et la première Coalition des Puissances contre la France.

## Source
- Ce texte utilise des extraits de l'article de langue anglaise de Wikipédia (version du 31 janvier 2006) ainsi que la biographie universelle Michaud.